# Wastelands (bài hát)
"Wastelands" là một bài hát của ban nhạc rock người Mỹ Linkin Park trong album phòng thu thứ 6 của họ, The Hunting Party. Bài hát được sáng tác bởi ban nhạc, được sản xuất bởi ca sĩ Mike Shinoda và Brad Delson, cũng như được đồng sản xuất bởi Rob Cavallo. "Wastelands" đã được gửi đến đài phát thanh Sirius XM Radio để phát sóng vào ngày 1 tháng 6 năm 2014, và sau đó được phát hành làm đĩa đơn chính thức thứ 3 vào ngày 2 tháng 6. Bản xem trước dài 44 giây của bài hát đã được phát sóng trước đó, và bản xem trước dài 1 phút đã được sử dụng để quảng cáo cho UFC vào ngày phát hành bài hát. Sau đó, bài hát được sử dụng làm nhạc nền cho "UFC". Bài hát có thể được phát trực tuyến trên Sirius XM. Đây cũng là một bài hát có thể chơi được trên trò chơi điện tử âm nhạc Guitar Hero Live.

## Biên soạn
Theo Loudwire, " 'Wastelands' bắt đầu bằng một câu hip-hop và bài hát có nhiều giai điệu với tiếng trống và bass nặng nề. Đoạn điệp khúc bắt tai nhưng vẫn khá thô và có chút gì đó khó nghe. Để ý phần breakdown nặng đô ở giữa bài hát. Linkin Park sẽ đưa bạn vào một chuyến đi tàu lượn siêu tốc khi họ thử nghiệm với nhịp độ và bầu không khí của bài hát ".

## Video âm nhạc
Video âm nhạc của bài hát đã được tải lên tài khoản YouTube chính thức của Linkin Park vào ngày 25 tháng 6 năm 2014. Video có các clip về các trận đấu trong giải Ultimate Fighting Championship đi kèm một buổi biểu diễn trực tiếp tại Rock ở Rio Lisboa được ghi lại vào ngày 30 tháng 5 năm 2014. Trước khi phát hành video âm nhạc, một video lời bài hát đã được tải lên tài khoản YouTube chính thức của ban nhạc vào ngày 1 tháng 6 năm 2014.
Tính đến tháng 12 năm 2020, bài hát đã có 585 nghìn lượt xem trên YouTube.

## Danh sách ca khúc
| Tải xuống kỹ thuật số | Tải xuống kỹ thuật số | Tải xuống kỹ thuật số | Tải xuống kỹ thuật số                      | Tải xuống kỹ thuật số |
| STT                   | Nhan đề               | Sáng tác              | Nhà sản xuất                               | Thời lượng            |
| --------------------- | --------------------- | --------------------- | ------------------------------------------ | --------------------- |
| 1.                    | "Wastelands"          | Linkin Park           | Mike Shinoda Brad Delson Rob Cavallo (co.) | 3:15                  |

| Đĩa đơn quảng bá | Đĩa đơn quảng bá           | Đĩa đơn quảng bá | Đĩa đơn quảng bá             | Đĩa đơn quảng bá |
| STT              | Nhan đề                    | Sáng tác         | Nhà sản xuất                 | Thời lượng       |
| ---------------- | -------------------------- | ---------------- | ---------------------------- | ---------------- |
| 1.               | "Wastelands" (Single Edit) | Linkin Park      | Shinoda Delson Cavallo (co.) | 3:10             |

## Nhân sự
- Chester Bennington - ca sĩ
- Mike Shinoda - hát rap, piano, guitar đệm, lập trình, đàn organ
- Brad Delson - guitar chính, hát bè, lập trình
- Dave "Phoenix" Farrell - guitar bass, hát bè
- Joe Hahn - bàn xoay, sampling
- Rob Bourdon - trống, bộ gõ

## Xếp hạng

### Xếp hạng tuần
| Bảng xếp hạng (2014)                      | Vị trí cao nhất |
| ----------------------------------------- | --------------- |
| Australia (ARIA)                          | 64              |
| Pháp (SNEP)                               | 76              |
| Hungary (Single Top 40)                   | 17              |
| Portugal (AFP)                            | 29              |
| UK Rock & Metal (Official Charts Company) | 7               |
| US Hot Rock Songs (Billboard)             | 25              |

## Lịch sử phát hành
| Vùng lãnh thổ | Ngày               | Định dạng             | Hãng đĩa     |
| ------------- | ------------------ | --------------------- | ------------ |
| Thế giới      | 2 tháng 6 năm 2014 | Tải xuống kỹ thuật số | Warner Bros. |

| Vùng lãnh thổ | Ngày               | Định dạng Radio                      | Hãng đĩa                  |
| ------------- | ------------------ | ------------------------------------ | ------------------------- |
| Canada        | 1 tháng 6 năm 2014 | Modern rock / Alternative rock radio | Warner Bros. Machine Shop |
| Hoa Kỳ        | 1 tháng 6 năm 2014 | Modern rock / Alternative rock radio | Warner Bros. Machine Shop |